# 1029
Năm 1029 là một năm trong lịch Julius.